# Dark Side (Kelly Clarkson)
Dark Side è un brano musicale della cantante statunitense Kelly Clarkson, pubblicato come singolo nel 2012.

## Descrizione
Si tratta del terzo e ultimo brano estratto dal quarto album dell'artista Stronger. Il brano è stato scritto da busbee e Alexander Geringas e prodotto da Greg Kurstin. Le registrazioni sono state effettuate all'Echo Recording Studios di Los Angeles.

## Il video
Il video della canzone è stato diretto da Shane Drake ed è stato girato a Los Angeles.